# Министерски съвет на България
МС пренасочва насам.  За други значения на това съкращение вижте МС (пояснение).
Министерският съвет (Правителството) е централен, колективен орган на изпълнителната власт с обща компетентност в Република България.
Функциите и компетентността на Министерския съвет се определят от Конституцията на Република България и са регламентирани в гл. V (чл. 105 – чл. 116). Дейността и организацията на работа на Министерския съвет, както структурата и функциите на неговата администрация се определят с „Устройствен правилник на Министерския съвет“.
Министерският съвет заседава в сграда на бул. „Княз Александър Дондуков“ 1, град София. Там е разположена и неговата администрация.

## Структура и състав
Министерският съвет се състои от министър-председател, заместник министър-председатели и министри, които ръководят определено министерство с определен ресор (област на компетентност). 
Министър-председателят се избира с решение на  Народното събрание на Република България.
Структурата и съставът на Министерския съвет се приемат с решение на Народното събрание по предложение на министър-председателя. Народното събрание утвърждава и всички изменения в структурата и състава на правителството по време на мандата.
Броят и ресорите на министерствата се променя през годините, като някои от тях съществуват от създаването на Третата българска държава, а други са в рамките само на един мандат. Конкретното им количество обикновено се определя при съставянето на всяко правителство с оглед на приоритетите в работата му или баланса между партиите в правителствените коалиции, но може да  се променя и по време на мандата на кабинета.
Понякога, за да се запази политическото представителство на различни политически партии, групи или лобита в Министерския съвет или по други причини, в него се назначават и министри без портфейл, т.е. министри без министерство и понякога без собствен ресор. След избирането си в Министерския съвет депутатите, които са назначени за министри, губят временно депутатските си права, които могат да възстановяват, ако бъдат освободени от Министерския съвет или при оставка на правителството.

## Правомощия и компетенции
Министерският съвет ръководи изпълнителната власт в страната и има следните правомощия:
- ръководи и осъществява вътрешната и външната политика на държавата в съответствие с конституцията и законите;
- осигурява обществения ред и националната сигурност и осъществява общото ръководство на Въоръжените сили;
- като висш изпълнителен орган той осъществява и общото ръководство на държавната администрация;
- изготвя и внася законопроекта за държавния бюджет;
- ръководи изпълнението на държавния бюджет;
- назначава областните управители;
- може да предлага промяна в границите, административния център или наименованието на общината и на областта;
- организира стопанисването на държавното имущество.

В международната дейност той има право да сключва, утвърждава и денонсира международни договори в случаите, предвидени от закона.
Министерският съвет има законодателна инициатива. Той има право да изготвя и внася законопроекти в Народното събрание.
Актовете, които издава Министерският съвет в изпълнение на своите правомощия, са постановления, разпореждания и решения. С постановления Министерският съвет приема и правилници и наредби.
Министерският съвет разглежда и решава въпросите от своята компетентност на заседания. Решенията се вземат с обикновено мнозинство от присъстващите членове, при условие, че е налице необходимият кворум: трябва да присъстват повече от половината от всички членове на Министерския съвет. Заседанията могат да бъдат открити или закрити. Заседанията се ръководят от министър-председателя, а в негово отсъствие от посочен от него заместник министър-председател.
Министерският съвет се подпомага от органи, като министерства, комитети, комисии, съвети и агенции, на които по тяхно предложение определя организацията и реда на дейността им. На тях той може да делегира изпълнението на някои свои функции и правомощия, когато за това съществува законно основание.
Правомощията на Министерския съвет съгласно Конституцията се прекратяват:
- с гласуване на недоверие на Министерския съвет или на министър-председателя;
- с приемане на оставката на Министерския съвет или на министър-председателя;
- при смърт на министър-председателя.

Във всички случаи, когато правомощията на Министерския съвет са прекратени, той изпълнява функциите до избирането на нов Министерски съвет, като правителство в оставка.
След прекратяване на пълномощията на Министерския съвет и при невъзможност да бъде съставен нов такъв президентът назначава служебен премиер-министър от определен кръг лица, посочен в Конституцията. Служебният премиер предлага, а президентът утвърждава служебния Министерски съвет.
На 16 януари 2025 година за Министерски съвет е назначено правителството на Росен Желязков. Кабинетът е сформиран на базата на коалиционно споразумение между ГЕРБ – СДС, БСП-ОЛ и ИТН и с подкрепата на АПС (ДПС–Доган).

## История

### Княжество България(1878 – 1908)
Министерския съвет на България е учреден с чл. 148 на Търновската конституция, приета по време на Учредителното събрание на 16 април 1879 г. Съгласно конституцията, членовете на Министерския съвет се назначават и уволняват от княза, а един от тях по негов избор се назначава за председател на съвета. Търновската конституция в чл. 161 определя, че Министерския съвет се състои от 6 министерства:
- Външните работи и Исповеданията;

- Вътрешните работи;
- Народното Просвещение;
- Финансите;
- Правосъдието;
- Военно Министерство.

Първото правителство на Тодор Бурмов е назначено с указ от княз Александър I Батемберг на 5 юли 1879 г. и има задача да подготви избори през 1879 г.
От 1879 до 1911 г. структурата на Министерския съвет се допълва два пъти чрез съответните промени в конституцията. През 1893 г. при правителството на Стефан Стамболов се създават две нови министерства – на обществените сгради, пътищата и съобщенията и на тьрговията и земеделието.

### Царство България(1908 – 1946)
През 1911 г. при правителството на Иван Евстратиев Гешов някои министерства се преименуват и се създават още две стопански, като броят на министерствата нараства на 10.
За периода след  преврата през 1934г. до приемането на Конституцията на Народна Република България от 4 декември 1947 г. съставът и структурата на Министерския съвет често се променя разширява се, преобразува се, създават се нови министерства, други се преименуват, сливат или се раздвояват, а по време на правителството на Константин Муравиев се създава нова длъжност – министър без портфейл.

### Народна република България(1946 – 1990)
На 21 ноември 1946 г. на заседание на IV велико народно събрание министър-председателят Кимон Георгиев обявява, че правителството смята да подаде оставка. В речта му пред депутатите се посочва:
| „              | За да даде възможност на Народното събрание и на Председателството на народната република да се произнесат, след станалите на 27 октомври избори, върху бъдещото управление на страната, правителството реши да сложи своята оставка и смята за своя длъжност да ви уведоми за това си решение. | “ |
| Кимон Георгиев | |   |

Същия ден министър-председателят депозира в Председателството на народната република оставката на кабинета си, която е уважена, а Георги Димитров – лидерът на победилата в изборите БРП (к.) – е натоварен да състави следващия кабинет, като му е даден неограничен мандат. На 22 ноември Димитров представя пред Председателството състава на кабинета си, който е утвърден. На 28 ноември министър-председателят чете пред депутатите програмата на своето правителство, която е одобрена единодушно.
През 1946 г. се създава и институтът на подпредседателите на Министерския съвет.
С приетата на 4 декември 1947 г. конституция се въвеждат нови структурни промени в състава на Министерския съвет – съгласно чл. 39, негови членове освен председателят, подпредседателите и министрите, чийто брой е определен на 17, са и председателят на Държавната планова комисия, председателят на Комисията за държавен контрол и председателят на Комитета за наука, изкуство и култура.
На 3 юли 1949 г. в санаториума „Барвиха“, край съветската столица Москва, след продължително и тежко боледуване умира Георги Димитров. В медицинското заключение за смъртта му се посочва, че министър-председателят е имал диабет и проблеми с черния дроб. На 6 юли тялото на Димитров пристига в София и е положено в специално издигнат за него мавзолей. На 19 юли е открита извънредна сесия на Великото народно събрание, на която председателят на Бюрото на ВНС Райко Дамянов прави официално съобщение за смъртта на Димитров, съгласно чл. 39 и чл. 40 от конституцията, и предлага в дневния ред да бъде включено избиране на министър-председател, което е одобрено. На 20 юли депутатът от БКП Минчо Минчев предлага за поста Васил Коларов, чиято кандидатура е одобрена единодушно, с явно гласуване, одобрени са и промени в правителството.
На 17 януари 1950 г. е открита първата редовна сесия на I народно събрание, на която председателят Фердинанд Козовски чете писмо от министър-председателя Коларов, в което се посочва:
| „             | Предвид на това, че на 18 декември миналата година бе избрано първото Народно събрание след гласуването по новата конституция и за да бъде дадена пълна свобода и възможност на Народното събрание да създаде такова правителство, което по негово разбиране ще може най-успешно при днешните условия да ръководи управлението на страната, слагам пред Народното събрание оставката на председателстваното от мене правителство. | “ |
| Васил Коларов | |   |

На 18 януари Ф. Козовски прочита пред депутатите предложение, подписано от депутатите от БКП Иван Пашов и Власи Власовски, и от БЗНС Николай Георгиев и Стоян Тончев предложение, Народното събрание да възложи отново на Васил Коларов съставянето на правителство. Предложението е одобрено единодушно и на 19 януари, след като министър-председателят представя министрите, те са гласувани без възражения. Коларов умира 5 дни по-късно, на 23 януари 1950 г. В медицинското заключение за смъртта му се посочва, че причина за кончината му е „сърдечна слабост“, след като в началото на месеца той е прекарал инфаркт.
На 1 февруари 1950 г. е открита втората редовна сесия на Народното събрание. Председателят на Президиума на НС Минчо Нейчев прави предложение от името на парламентарните групи на БКП и БЗНС за министър-председател да бъде избран Вълко Червенков. Кандидатурата му е гласувана единодушно. На 16 април 1956 г. е открита петата извънредна сесия на народното събрание. На следващия ден (17 април) председателстващият заседанието Георги Атанасов (подпредседател на бюрото на народното събрание) съобщава, че в бюрото е постъпило писмо от Вълко Червенков, в което той моли да бъде освободен от поста председател на Министерския съвет. В писмото се посочва:
| „               | Поради допуснати от мен неправилни методи на работа като председател на Министерския съвет, които нанесоха известни вреди на държавната работа, моля Народното събрание да ме освободи от длъжността председател на Министерския съвет на Народна република България. | “ |
| Вълко Червенков | |   |

Предложението на бюрото на НС за освобождаването на Червенков е прието единодушно от депутатите, след което от името на ЦК на БКП и постоянното бюро на националния съвет на ОФ, и на парламентарните групи на БКП и БЗНС, народният представител Тодор Живков предлага за нов председател на Министерския съвет да бъде избран Антон Югов. Предложението му е одобрено единодушно, гласувани са и промени в правителството.
На 19 ноември 1962 г. е открита втората редовна сесия на IV народно събрание, на която председателят на Президиума на НС Димитър Ганев прочита предложение от името на парламентарните групи на БКП и БЗНС за освобождаването на Югов от поста му, начело на правителство. В предложението са посочени следните мотиви за това:
| „          | Парламентарните групи на БКП и БЗНС изразяват пълно съгласие с оценките и изводите на Осмия конгрес на БКП за дейността на Антон Югов като председател на Министерския съвет и намират, че той не оправда високото доверие на Народното събрание. Антон Югов като министър на вътрешните работи и заместник-председател на Министерския съвет има тежка вина за арестуването и репресирането на видни партийни и държавни дейци, които не са извършили никакво престъпление. Като председател на Министерския съвет Антон Югов със своето антипартийно поведение и бюрократични методи на работа е спъвал осъществяването на политиката на партията след Априлския пленум за довеждане докрай борбата против култа към личността, за укрепване единството на партията, за ускоряване икономическото развитие на страната, за реорганизирането на държавното и стопанско ръководство, за засилване на материалната заинтересованост в стопанската дейност и прочее. Той принизи ролята на Народното събрание, обезличаваше работата му, създаваше големи трудности за своевременното и правилно решаване на назрелите въпроси. Като председател на Министерския съвет Антон Югов не прояви инициатива да отчете цялостно пред Народното събрание дейността на Министерския съвет, въпреки съществуващото за това задължение по чл. 40 от Конституцията на Народна република България и правилника за вътрешния ред на Народното събрание. По изложените съображения парламентарните групи на БКП и БЗНС смятат, че Антон Югов трябва да бъде освободен като председател на Министерския съвет. | “ |
| Антон Югов | |   |

Предложението е прието единодушно, след което Димитър Ганев прочита от името на парламентарните групи на БКП и БЗНС предложение за избирането на първия секретар на ЦК на БКП Тодор Живков за председател на Министерския съвет. Той е избран единодушно. На 27 ноември продължава работа втората редовна сесия на IV народно събрание, на която е одобрено новото правителство, а неговият председател прочита програмата.

## Други
По време на Втората световна война, след голямата бомбардировка на София на 10 януари 1944 г., Министерският съвет е евакуиран в Панчарево.
Към МС действа Междуведомствен съвет по отбранителна индустрия и сигурност на доставките.